# 汤加广播委员会
汤加广播委员会（TBC）是汤加时间最长、规模最大的广播委员会，由汤加政府管辖。它经营着两家免费对空的电视频道。它还主持了商业广播广播，FM商业广播频道（库尔90FM），此外还有24小时都营业的澳洲广播电台中继信道（FM103）。TBC依赖于电视和广播电台的广告销售获得利润。

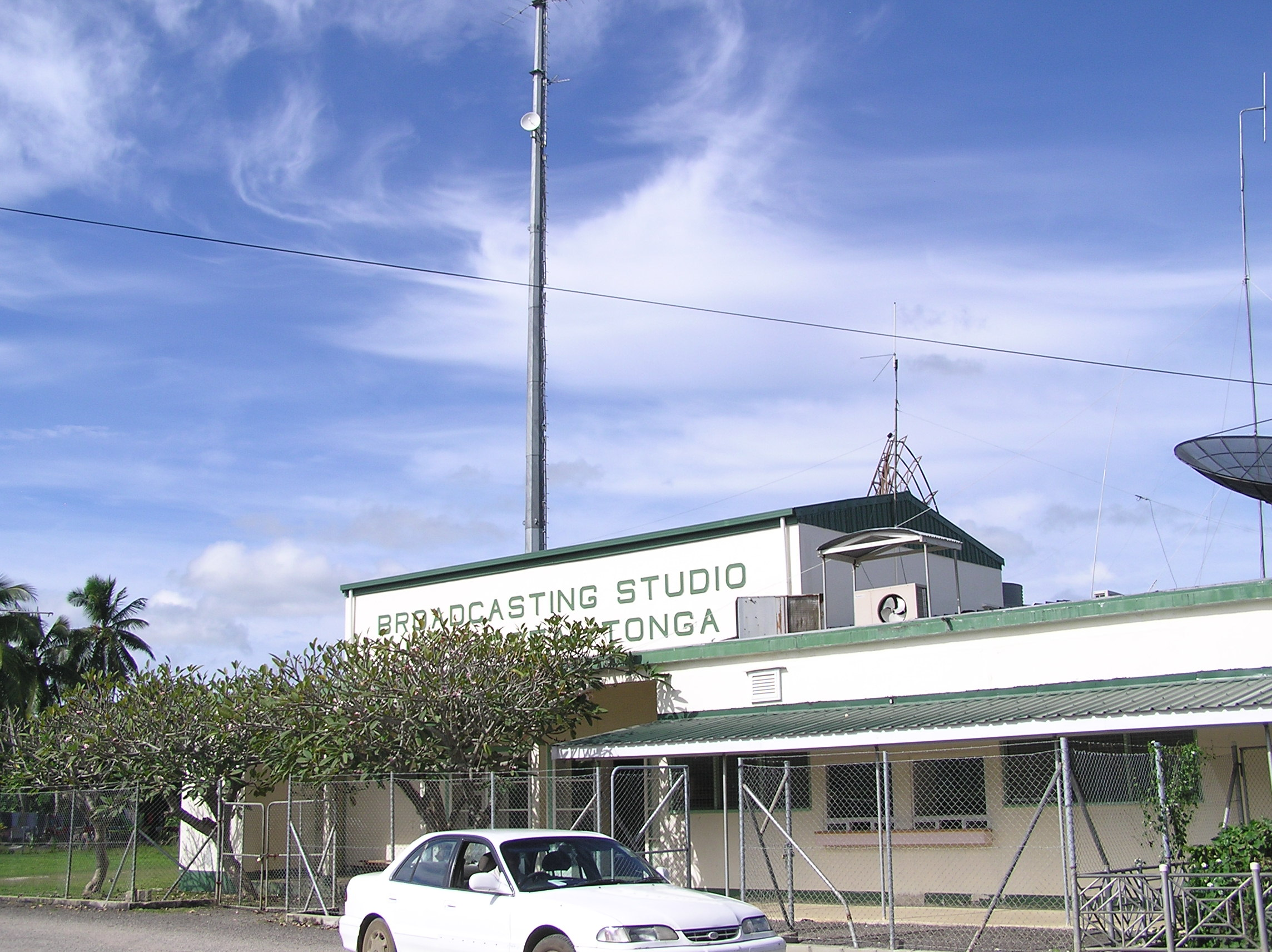
位于汤加Fasi-moe-afi的TBC工作室和信号塔。